# Halfaya
Halfaya è un giacimento petrolifero, che si trova ad est di Al-'Amara in Iraq. Halfaya ha 4,1 miliardi di barili di riserve provate recuperabili e può potenzialmente produrre 200-535.000 barili al giorno ma a dicembre 2009 ne produceva solo 3.000.
Nel dicembre 2009, la China National Petroleum Corporation ottenne una quota del 50% per lo sviluppo del campo. La Francia e la compagnia malese Petronas ne ottennero il 25%. Il consorzio pensa di produrre 353.000 barili al giorno.